# Sanchezia munita
Sanchezia munita là một loài thực vật có hoa trong họ Ô rô. Loài này được (Nees) Planch. miêu tả khoa học đầu tiên năm 1880.